# Homem perfeitíssimo
Homem perfeitíssimo (em latim: vir perfectissimus) ou diasemótato em grego clássico: διασημότατος; romaniz.: diasemótatos) foi predicado honorário e título que, desde o tempo de imperador Marco Aurélio (r. 161–180), era concedido aos equestres e estava numa posição superior ao homem egrégio, mas inferior ao homem eminentíssimo. De início, foi conferido a uma pessoa sem relação com qualquer ofício, mas antes de Diocleciano (r. 284–305) foi registrado em conexão com o prefeito dos vigias, prefeito da anona, prefeito do Egito, procurador das contas e presidente. No século IV, com o desaparecimento do título de egrégio, perfeitíssimo também foi dado a oficiais menores.